# Ambasada Cypru w Warszawie

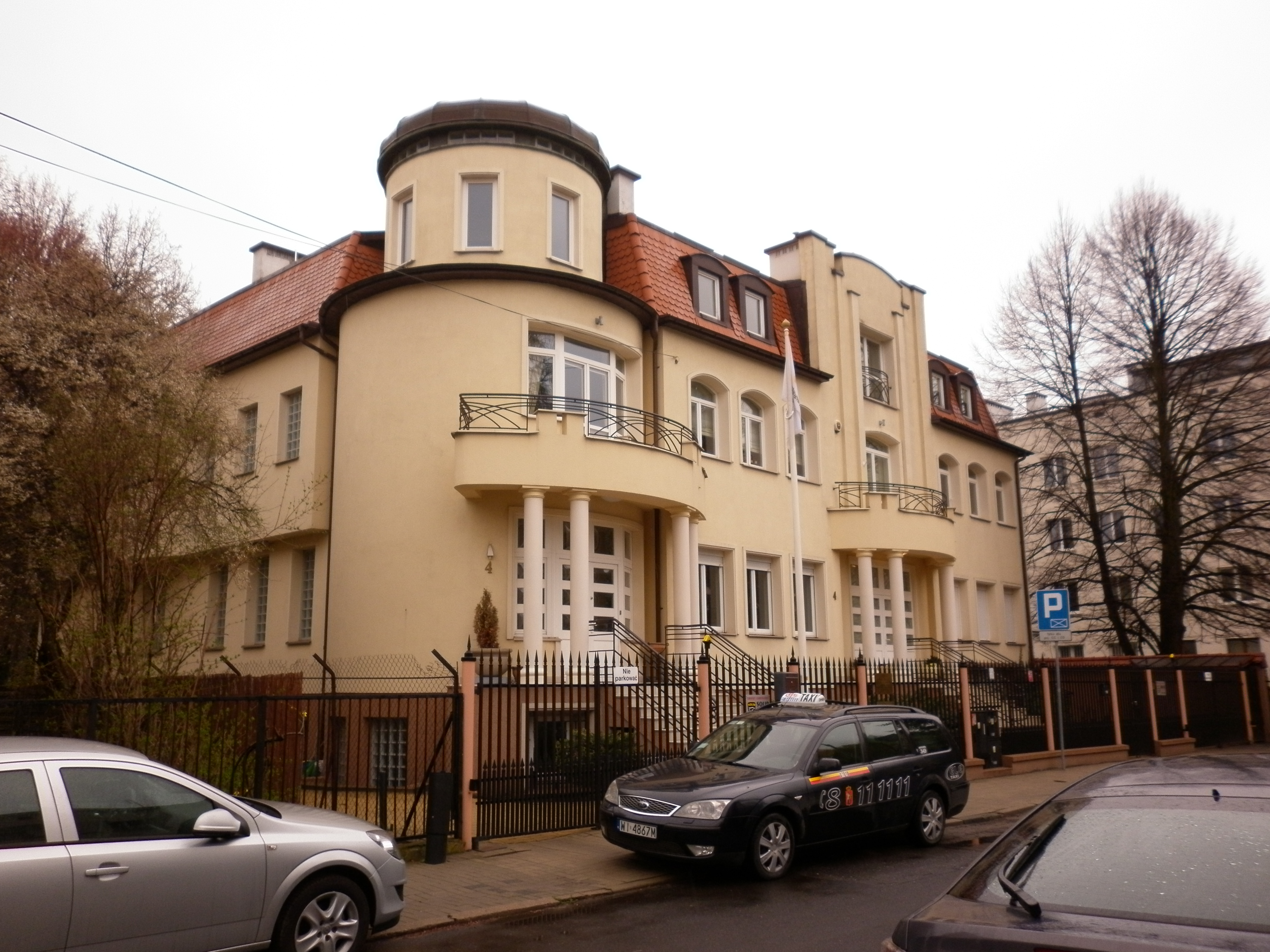
Dawna siedziba ambasady Cypru przy ul. Pilickiej

Ambasada Republiki Cypryjskiej w Warszawie (grec. Πρεσβεία της Κυπριακής Δημοκρατίας στη Βαρσοβία) – cypryjska placówka dyplomatyczna mieszcząca się w Warszawie przy ul. Jarosława Dąbrowskiego 70.
Ambasador Cypru w Warszawie oprócz Rzeczypospolitej Polskiej akredytowany jest również w Republice Litewskiej.

## Podział organizacyjny
- Cypryjskie Centrum Promocji Handlu (ang. Cyprus Trade), ul. Jarosława Dąbrowskiego 70
- Biuro Cyprus Tourism, ul. Jarosława Dąbrowskiego 70

## Historia stosunków dyplomatycznych i siedziby
Stosunki dyplomatyczne z Cyprem nawiązano w 1962. Początkowo w Polsce byli akredytowani ambasadorowie Cypru z siedzibą w Moskwie, następnie od 1993 do 2002 w Bonn. W 2002 Cypr otworzył ambasadę w Warszawie.
Siedziba ambasady mieściła się przy ul. Pilickiej 4 (2004-2012).
Biuro Cypryjskiej Organizacji Turystycznej (obecnie: Cyprus Tourism) miało siedzibę przy pl. Dąbrowskiego 1 (2004), ul. Pięknej 20 (2012-2013), następnie przy ul. Wilczej 13 (2013-2014).